# Garmugia
Garmugia, también llamada gramugia, es una sopa italiana originaria de Lucca, Toscana, zona central de  Italia. Existen registros del consumo de la sopa en Lucca que se remontan al siglo XVII. Garmugia ha sido llamada "una sopa poderosa" y una que "se desconoce fuera de la provincia" en Italia.

## Ingredientes
Los ingredientes primarios son caldo de pollo o vegetales, espárragos, corazones de alcaucil, habas, arvejas, cebollas y carnes, tales como panceta y ternera. También se pueden usar hojas de zanahoria, apio y remolacha. La panceta y la carne de ternera se pueden usar en porciones relativamente pequeñas, para agregar sabor a la sopa. Algunas versiones se prepara con carne magra, bistec o salchicha, y algunas contienen queso parmesano o pecorino. Se condimenta con sal y pimienta. A veces se sirve sobre una rebanada de pan tostado o croutons.

## Preparación
La garmugia se puede preparar según la temporada, cuando sus principales ingredientes vegetales se cosechan en la primavera. La sopa se puede cocinar en un recipiente loza. El tiempo total de cocción puede variar desde 30 minutos hasta 2 horas.